# Lac de Montriond
Lac de Montriond – jezioro w gminie Montriond, w departamencie Górna Sabaudia, we Francji. Położone jest w dorzeczu rzeki Dranse, w Massif du Chablais. Zajmuje powierzchnię 33 ha. Jego długość maksymalna to 1320 m, a szerokość dochodzi do 253 m. Jest trzecim co do wielkości jeziorem departamentu Górna Sabaudia. Lustro wody znajduje się na wysokości 1072 m n.p.m. Przez jezioro przepływa rzeka Dranse de Montriond.

## Historia
Masywne lodowce rzeźbiły dolinę Dranse de Montriond przez około 2,5 miliona lat. Ich niedawne zniknięcie zdestabilizowało góry i ich stoki. Uwolnione od ich ciężaru zbocza sprzyjały zawaleniu się. Jezioro powstało po osunięciu się zbocza góry Pointe de Nantaux, które utworzyło naturalną zaporę na potoku Dranse de Montriond. Nie ma pewności kiedy miało miejsce to zdarzenie – datę powstania jeziora szacuje się od 4500 lat do 300 lat temu, przy czym za najpewniejsze uznaje się, że miało to miejsce 6 wieków temu. Lac de Montriond podlegało bardzo silnym wahaniom poziomów wody między wiosną a jesienią, lecz zostało ono ostatecznie uszczelnione i ustabilizowane w 1990 roku przez prace przeprowadzone przez gminę Montriond.

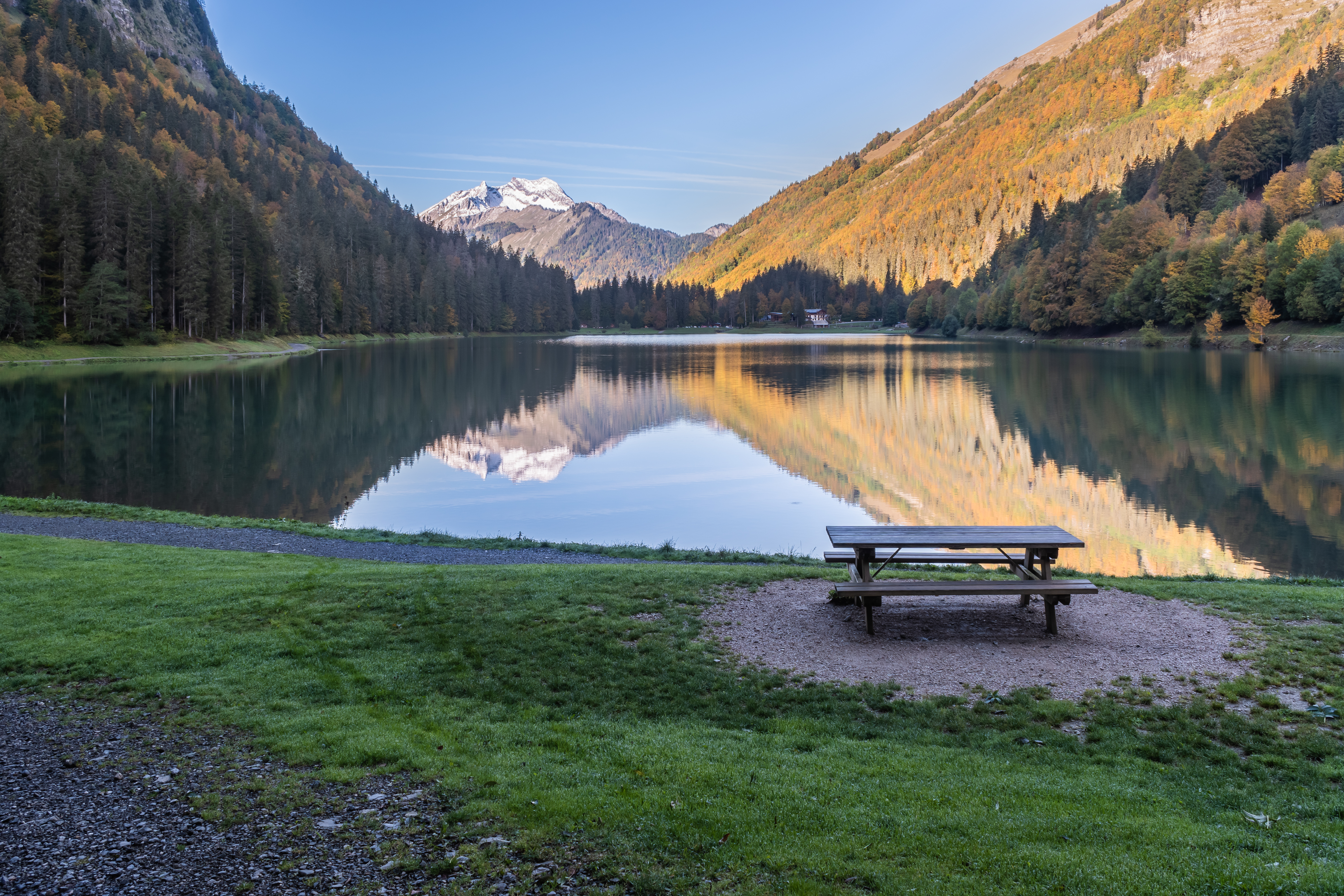
Jezioro jesienią

## Turystyka
Jezioro jest wykorzystywane na potrzeby turystyki. Wokół zbiornika została wytyczona ścieżka spacerowa. Wśród sportów wodnych uprawiane są kajakarstwo i stand up paddle. Do innych aktywności należy wędkarstwo (regulowane przepisowo), ze względu na występowanie w wodach jeziora takich gatunków ryb jak Salmo trutta, pstrąg tęczowy, golec zwyczajny, czy strzebla potokowa. Lac de Montriond jest jednym z geostanowisk w Geoparku Chablais.